# 薩德科維奇
49°37′44″N 23°8′38″E / 49.62889°N 23.14389°E
薩德科維奇（烏克蘭語：Садковичі），是烏克蘭西部的村莊，隸屬利維夫州的桑比爾區。該村始建於1439年，面積6.27平方公里，海拔高度292米，2001年人口627，人口密度每平方公里100人。